# Château de Vens
Le château de vens est une ancienne maison forte, du XIVe remanié au XVIIe siècle, qui se dresse sur la commune de Seyssel, dans le département de la Haute-Savoie en région Auvergne-Rhône-Alpes. Elle fut le chef-lieu de la seigneurie de Vens.

## Situation
Le château se dresse sur la rive droite du Fier, sur une hauteur dominant de 100 m le confluent avec le Rhône au hameau de Vens ; face à celui de Châteaufort, situé rive gauche, il commandait avec ce dernier l'entrée du val de Fier.

## Historique
Le château de Vens, bâti sur un site ancien, n'est connu qu'à partir du XIVe siècle, et il est à cette époque possession de la Famille Gerbaix/Gerbais. Il échoit ensuite à la famille de Courson, puis à celle d'Almody. Le château est, en 1601, en vertu du traité de Lyon, rattaché à la France, et sert de tête de pont sur la rive gauche du Rhône. Après la tentative dite de l'escalade, on y place une garnison de 25 hommes, que commande Marthod d'Ugines.
Le château est, en 1718, possession de la famille de Mareste, qui y fait élever à cette date une chapelle. Il passe ensuite dans les mains de la famille de Montagnier, qui émigra sous la Révolution.
En 1760, le château retourne à la Savoie, en vertu au traité de Turin conclu entre le royaume de France et le royaume de Piémont-Sardaigne, qui fixe la nouvelle frontière au milieu du lit du Rhône.
La famille de Montagnier de Génissiat, qui a également la charge de maire de Seyssel, conservera le château jusqu'au milieu du XIXe siècle. Une importante rénovation de style romantique encore visible de nos jours sera faite alors par les héritiers successifs de la famille Iseux, nobles d’origine flamande et propriétaires jusqu’en 1926[réf. nécessaire]. Depuis lors, il est la propriété de la même famille, Espinasse puis Bertrand.

## Description
Le château de Vens, remanié au XVIIe siècle, ne conserve de l'époque médiévale, que quelques vestiges de murailles, des contreforts et des meurtrières.